# Dmitri Botcharov
Dmitri Botcharov est un joueur d'échecs russe né le 20 octobre 1982 à Novossibirsk. Grand maître international depuis 2003, il a remporté deux fois le mémorial Tchigorine (en 2006 et 2011).
Au 1er juillet 2018, il est le 52e joueur russe avec un classement Elo de 2 588 points. Il est le 74e joueur mondial en blitz avec un classement Elo en blitz de 2 649 points.

## Carrière aux échecs
Dmitri Botcharov finit premier ex æquo de l'Open de Cappelle-la-Grande en 2003 (sixième au départage). En 2004, il remporta seul l'open d'Abu Dhabi avec 7 points sur 9. En 2005, lors du championnat d'Europe individuel, il se qualifia pour la Coupe du monde d'échecs 2005 à Khanty-Mansiïsk où il fut éliminé au deuxième tour par Gata Kamsky. 
En 2006 et 2011, il remporta le mémorial Tchigorine à Saint-Pétersbourg.
Il a participé au championnat de Russie en 2000, 2003 ainsi qu'à la super-finale du championnat en 2016.
En 2015, il finit cinquième du championnat du monde d'échecs de parties rapides à Berlin avec 10 points sur 15.

## Compétitions par équipe
En 2015, Botcharov remporta le championnat de Russie par équipe et la coupe d'Europe des clubs d'échecs avec l'équipe de Siberia de Novossibirsk.